# Дезерто (Савона)
Дезерто је насеље у Италији у округу Савона, региону Лигурија.
Према процени из 2011. у насељу је живело 8 становника. Насеље се налази на надморској висини од 270 м.